# Walsall South (circonscription britannique)
Circonscription parlementaire de la Chambre des communes
La circonscription de Walsall South est une circonscription située dans le West Midlands et représentée à la Chambre des communes du Parlement britannique.

## Géographie
La circonscription comprend :
- La ville de Darlaston et le sud de la ville de Walsall
  - Les quartiers de Moxley, Pleck, Bentley, Ryercroft, Caldmore, Bescot, Palfrey, The Delves et Pheasey

## Députés
Les Members of Parliament (MPs) de la circonscription sont :
| Législature                    | Années       | Député      | Député                   | Parti        |
| ------------------------------ | ------------ | ----------- | ------------------------ | ------------ |
| Waslall South issue de Walsall |              |             |                          |              |
| 41e                            | 1955–1959    |             | Henry d'Avigdor-Goldsmid | Conservateur |
| 42e                            | 1959–1964    |             | Henry d'Avigdor-Goldsmid | Conservateur |
| 43e                            | 1964–1966    |             | Henry d'Avigdor-Goldsmid | Conservateur |
| 44e                            | 1966–1970    |             | Henry d'Avigdor-Goldsmid | Conservateur |
| 45e                            | 1970–1974    |             | Henry d'Avigdor-Goldsmid | Conservateur |
| 46e                            | 1974–1974    |             | Bruce George             | Travailliste |
| 47e                            | 1974–1979    |             | Bruce George             | Travailliste |
| 48e                            | 1979–1983    |             | Bruce George             | Travailliste |
| 49e                            | 1983–1987    |             | Bruce George             | Travailliste |
| 50e                            | 1987–1992    |             | Bruce George             | Travailliste |
| 51e                            | 1992–1997    |             | Bruce George             | Travailliste |
| 52e                            | 1997–2001    |             | Bruce George             | Travailliste |
| 53e                            | 2001–2005    |             | Bruce George             | Travailliste |
| 54e                            | 2005–2010    |             | Bruce George             | Travailliste |
| 55e                            | 2010–2015    | Valerie Vaz |                          | Travailliste |
| 56e                            | 2015–2017    | Valerie Vaz |                          | Travailliste |
| 57e                            | 2017–2019    | Valerie Vaz |                          | Travailliste |
| 58e                            | 2019–Présent | Valerie Vaz |                          | Travailliste |

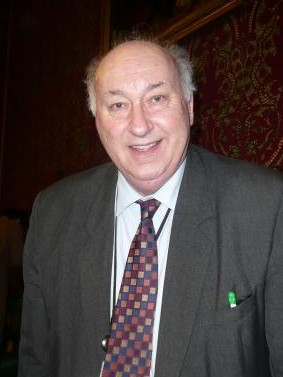
Bruce George (1974-2010)
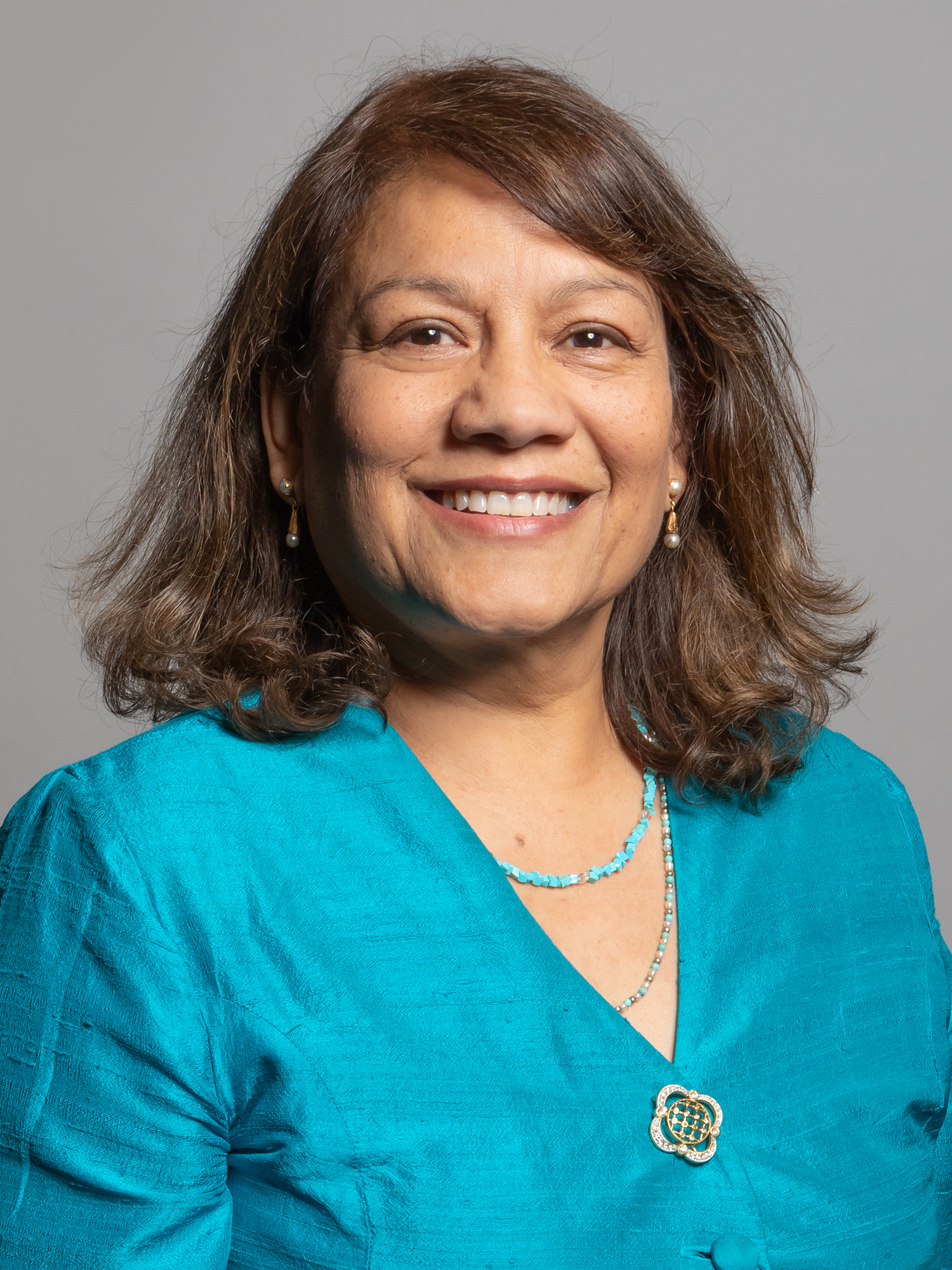
Valerie Vaz (2010-en cours)